# Lengua aragonesa propia del área oriental
La lengua aragonesa propia del área oriental fue el glotónimo utilizado desde instancias oficiales en Aragón (España) para referirse al catalán hablado en la comunidad en forma de las variedades dialectales catalán ribagorzano, catalán leridano y valenciano de transición, todas ellas dentro del grupo occidental de la lengua.
El reconocimiento oficial de esta denominación, basada en un circunloquio que evita nombrar a la lengua catalana por este nombre, fue llevado a cabo en 2013 con la aprobación por las Cortes de Aragón de una nueva Ley de Lenguas que deroga la anterior ley sobre la materia, vigente desde 2009, que sí nombraba al catalán, generando con ello una intensa controversia política y social que, en parte, gira en torno a las disputas entre posiciones y corrientes de opinión catalanistas y anticatalanistas, aunque no hay debate entre los lingüistas, la gran mayoría de los cuales dicen que se trata de una variedad del idioma catalán.
A raíz del término establecido por las Cortes aragonesas para designar este cambio de denominación lingüística, surgió inicialmente a nivel popular, y periodístico posteriormente, el acrónimo LAPAO o lapao. El Gobierno aragonés señala que estos acrónimos ni son oficiales ni aparecen en el texto de la ley, y sostiene que son inventados por la oposición y por los sectores catalanistas con carácter irónico.

## Origen
La denominación «lengua aragonesa propia del área oriental» fue alumbrada por el gobierno aragonés, que la introdujo en el texto del anteproyecto de la Ley de uso, protección y promoción de las lenguas y modalidades lingüísticas propias de Aragón, hecho público en 2012, que sería convertido posteriormente en proyecto de ley. Fue finalmente aprobado como ley autonómica por las Cortes de Aragón con el apoyo del PP y del PAR, y la oposición del PSOE, CHA e IU.
La introducción de este circunloquio en el texto del anteproyecto fue publicitado inicialmente bajo la expresión «aragonés oriental». Sin embargo, este término podría crear confusión con el homónimo grupo dialectal del idioma aragonés y fue desechado.

## Controversia subyacente
La introducción de esta denominación en la nueva Ley de Lenguas supuso fuente de polémica sobre la identidad de la lengua propia hablada en la Franja de Aragón, sobre si pertenece al catalán o al aragonés. En el ámbito de la filología y las instituciones académicas, es mayoritaria la opinión que defiende que las diferentes variedades lingüísticas habladas de la Franja pertenecen a dialectos del catalán. Sin embargo, existen también corrientes minoritarias de opinión que defienden que estas variedades no pertenecen al catalán, sino que formarían un conjunto de modalidades lingüísticas de una lengua distinta, referida en algunas ocasiones por alguno de sus defensores como «aragonés oriental». Estos habitantes y hablantes definen su lengua propia con los nombres de las diferentes variedades locales, tales como fragatino, maellano o tamaritano.
Otro aspecto polémico gira en torno a una posible estandarización lingüísticas de las hablas catalanas, a lo cual se oponen algunos de los sectores contrarios a la denominación como catalán.

## Reacciones a la aprobación de la nueva denominación
La polémica sobre esta denominación ha concentrado gran parte de las reacciones. Aunque el texto utiliza exclusivamente la denominación lengua aragonesa propia del área oriental, ya antes de su aprobación se popularizó a nivel social y periodístico el uso del acrónimo LAPAO o lapao. Este hecho llevó al Gobierno de Aragón a remarcar en repetidas ocasiones que estos dos términos no son oficiales ni aparecen en el texto de la ley, y aunque el sociólogo del Matarraña Natxo Sorolla había usado el término por primera vez ya un año antes (20/7/2012), PP y PAR acusaron a los partidos políticos de la oposición y a los sectores catalanistas de haber promovido su uso.
Desde la Plataforma No Hablamos Catalán, que no acepta que la lengua hablada en la franja oriental sea catalán, se aplaudió la nueva denominación para reemplazar a la de «catalán» que asumía la anterior ley de 2009.
Sus opositores, en cambio, sostienen que esta nueva denominación carece de rigor académico y la califican como «ridículo». En este sentido, la Academia de Buenas Letras de Barcelona solicitó públicamente la restauración de la denominación «catalán»; en tanto que el Rolde de Estudios Aragoneses hizo público un manifiesto firmado por más de 600 expertos en lenguas de España y Europa defendiendo la existencia del catalán y el aragonés en Aragón.
El ayuntamiento de Alcampell ya a los pocos días de ser aprobada rechazó esta ley y singularmente la denominación dada a la lengua catalana en ella. Varios ayuntamientos de la Franja, en su mayoría gobernados por el PSOE, por el CHA y alguno del PP, se reunieron en Mequinenza el 1 de junio de 2013, donde firmaron una declaración conjunta para defender el catalán y pedir la derogación de dicha ley. El lugar del encuentro conmemora la declaración de Mequinenza, donde en 1984 se hizo un primer manifiesto a favor del estudio del catalán en Aragón. En la declaración, en la que además de políticos intervinieron profesores y filólogos, se comprometen a recurrir a la justicia y la Unión Europea.
Fuera del ámbito aragonés, fueron varios los partidos políticos que manifestaron en los días siguientes a la aprobación de la ley su rechazo a la denominación propuesta, de manera singular la totalidad de partidos representados en el arco parlamentario catalán (CDC, Cs, PP de Cataluña, ICV-EUiA, CUP y el PSC). Además, desde las instituciones catalanas, tanto la Generalidad como el Parlamento de Cataluña se pronunciaron en contra de la nueva denominación.
Desde el ámbito nacional, el Gobierno de España se limitó a manifestar su respeto por lo aprobado con la nueva Ley de Lenguas, subrayando la competencia de las comunidades autónomas en materia de regulación de las lenguas españolas distintas al castellano.
El 13 de agosto de 2013, 63 diputados pertenecientes a los partidos PSOE, CIU, ERC, IU y CHA presentaron un recurso de inconstitucionalidad contra diversos artículos de la Ley de Lenguas de Aragón. Entre ellos está el artículo 2.2 por el que se adopta la denominación geográfica lengua aragonesa propia del área oriental para referirse al catalán de Aragón por suponer tal denominación, a juicio de los recurrentes, una discriminación a los hablantes de las lenguas propias de la comunidad autónoma, por negar la unidad lingüística del idioma catalán y del idioma aragonés no reconociendo con estos nombres su existencia en el marco de la realidad lingüística aragonesa.